# Rumfærge
Denne side handler om selve fartøjet. For informationer om rumfærgeprogrammet se, se Rumfærge-programmet.
Rumfærgen ((engelsk): Space Shuttle betyder ordret rumskyttel) Officielle navn: Space Transportation System/STS (Rumtransportsystem) er det første rumfartøj designet til at kunne blive delvist genbrugt. Dette omfatter kredsløbsfartøjet og faststofraketterne, i modsætning til f.eks. Apollo-projektet hvor Apollo-rumfartøjet blev sendt ud i rummet ved hjælp Saturn-raketter hvor ingen komponenter blev genbrugt. Hver af de konstruerede rumfærger blev designet til 100 opsendelser.

## Beskrivelse
Rumfærgen var den amerikanske rumfartsadministration NASA's bemandede opsendelsesfartøj. Rumfærgen benyttede ved opsendelsen en ekstern rustfarvet brændstof- og ilttank (External tank/ET), og to løfteraketter drevet af fast brændstof (Solid Rocket Boosters/SRB) monteret på siden af den eksterne tank. Selve kredsløbsfartøjet (Orbiter Vehicle/OV-) var monteret centralt på den eksterne tank.
En rumfærge med fuld last, brændstof og besætning vejede ved opsendelse cirka 2.040 ton.
Normalt opsendte rumfærgen 5-7 astronauter i kredsløb, i nødstilfælde var der plads til op mod 11 astronauter. Rumfærgen kunne med sit lastrum, medbringe op til 22.700 kg last i lav jordbane, men kunne også medbringe en større last tilbage til Jorden.

## Eksemplarer
Der var i alt fem amerikanske rumfærger: (Atlantis, Challenger, Columbia, Discovery og Endeavour) hvoraf tre (Atlantis, Discovery, og Endeavour) er på museum.

## Missionsrelateret
Rumfærgerne udførte 135 bemandede rummissioner mellem 4. april 1983 - 21. juli 2011, hvoraf 133 kom sikkert ned.
Challenger eksploderede i en ulykke under opsendelsen i 1986 - og Columbia desintegrerede ved en ulykke under nedstigning i 2003. Rumfærgen Endeavour blev bygget for at erstatte rumfærgen Challenger, der var intet erstatningsbyggeri til Columbia. 
Fra 1998 til 2011 leverede rumfærgen primært moduler og mandskab til Den Internationale Rumstation (ISS). Andre nævneværdige missioner er opsendelsen og vedligeholdelsen af Hubble-rumteleskopet og ligeledes et stort antal andre satellitter. 
Atlantis (STS-135) blev den sidste i rummet og den landede sikkert torsdag d. 21. juli 2011 på Kennedy Space Center i Florida, 30 år efter projektets første rumflyvning d. 12. april,1981. Herefter er det ikke længere muligt for NASA selv, at sende astronauter op til den Internationale Rumstation. Rumfærgerne er erstattet af kommercielle bemandede rumkapsler.

## Rumfærger
- Testfartøj:
  - Enterprise OV-101 – 5 atmosfæriske soloflyvninger
- Rumfærger der er gået tabt ved ulykker:
  - Challenger OV-99 – 10 opsendelser.
  - Columbia OV-102 – 28 opsendelser.
- Rumfærger i brug indtil 21. juli 2011:
  - Discovery OV-103 – 39 opsendelser.
  - Atlantis OV-104 – 33 opsendelser.
  - Endeavour OV-105 – 25 opsendelser.